# Parafia św. Rocha w Rewie
Parafia św. Rocha w Rewie – rzymskokatolicka parafia usytuowana we wsi Rewa, przy ulicy Morskiej w gminie Kosakowo. Wchodzi w skład dekanatu Gdynia Oksywie w archidiecezji gdańskiej.

## Historia
- 16 maja 2005 – arcybiskup Metropolita Gdański – Tadeusz Gocłowski, dekretem biskupim erygował i ustanowił parafię[1];
- Czerwiec 2005 – otrzymanie zgody na budowę kaplicy 2 VI – od władz gminy, naprzeciwko istniejącej kapliczki św. Rocha przy ul. Koralowej, a 20 VI rozpoczęcie budowy kaplicy;
- 3 lipca 2005 – pierwsza msza na betonowej płycie kaplicy; pod gołym niebem, a także uroczystość poświęcenia krzyża Morskiego oraz wmurowanie i poświęcenie trzech (pierwszych) tablic pracowników morskich w Alei Zasłużonych Ludzi Morza[2][3];
- 10 listopada 2005 – wykończenie wnętrza kaplicy;
- 7 marca 2006 – podpisanie aktu notarialnego oraz nabycie na własność działki (nr 68/8) w Rewie, od gminy Kosakowo;
- Styczeń 2007 – początek prac związanych z przygotowanie działki budowlanej pod plebanię;
- 31 grudnia 2008 – parafia otrzymuje zgodę na budowę plebanii;
- 16 maja 2009 – rozpoczęcie prac budowlanych plebanii;
- 15 lipca 2009 – początek budowy pierwszej kondygnacji plebanii;
- 22 września 2009 – rozpoczęcie budowy dachu plebanii;
- Styczeń 2010 – prace wewnętrzne i zewnętrzne w budynku plebanii;
- Styczeń 2011 – prace wykończeniowe wnętrz budynku plebanii;
- 7 kwietnia 2011 – wprowadzenie się proboszcza do budynku plebanii oraz kontynuacja prac wykończeniowych.
- 21 maja 2012 – spotkanie kapłanów – rocznik 1983 – 24. rocznica święceń kapłańskich[4]
- 14 kwietnia 2013 – początek wizytacji kanonicznej ks. infułata Stanisława Bogdanowicza[4]
- 22 maja 2013 – 25. rocznica święceń kapłańskich ks. proboszcza Stanisława Jarzembskiego[4]
- 13 lutego 2015 – parafianie z Rewy, wójt z delegacją samorządu gminy, rada sołecka podczas uroczystej mszy świętej pożegnali proboszcza, ks. kanonika Stanisława Jarzembskiego, którego ksiądz arcybiskup Leszek Sławoj Głódź skierował do nowych zadań w parafii pw. św. Wojciecha w Redzie[4]
- 15 lutego 2015 – podczas uroczystej mszy świętej przedstawiciele władz gminy Kosakowo i parafianie przywitali nowego proboszcza księdza kanonika Wiesław Philipp. W obecności dziekana dekanatu Oksywie ks. prałat Sławomir Decowski i ks. proboszcz złożyli przysięgę wierności[4]
- 24 maja 2015 – obchody dziesięciolecia istnienia parafii, msza św. koncelebrowana z udziałem ks. infułata Wiesława Lauera i ks. kanonika Stanisława Jarzembskiego. Udział wzięli przedstawiciele gminy z wójtem Jerzym Włudzikiem. Po mszy św. poświęcenie odrestaurowanej kapliczki św. Rocha[4]

## Proboszczowie
- 2005–2015: ks. kan. mgr Stanisław Jarzembski[5]
- 2015–2017: ks. kan. mgr lic. Wiesław Philipp[6]
- 2017–2022: ks. prał. mgr Michał Oksiuta[7]
- 2022–2023: ks. kan. mgr lic. Rafał Dettlaff[8]
  - administrator parafii
- od 2 IV 2023: ks. mgr Wojciech Tychnowski[9][10]
  - kapelan Aresztu Śledczego w Gdańsku od 1 IX 2022